# Syntrichia linguifolia
Syntrichia linguifolia là một loài Rêu trong họ Pottiaceae. Loài này được (Herzog) R.H. Zander miêu tả khoa học đầu tiên năm 1993.